# Oberinntal
Oberinntal (tysk for Øvre Inndal) er den tyrolske del af dalen, hvori floden Inn løber, mellem den schweiziske grænse og Innsbruck i Østrig. Inn krydser grænsen mellem Engadin og Tyrol ved Finstermünzkløften. Derfra løber Inn først nordover gennem en dal, som hedder Oberes Gericht. Fra Landeck løber den østover og passerer undervejs bl.a. byerne Imst, Telfs og Zirl.
Selve Innsbruck regnes ikke med til Oberinntal. Dalen nedenstrøms for Innsbruck hedder Unterinntal. Sammen med Oberinntals sidedale omtales denne del af Tyrol som (Tyroler) Oberland. Sidedalene er Kauner-, Pitz- og Ötztal i syd samt Paznaun og Stanzer Tal i vest. På Oberinntals nordside er der kun én lille sidedal, Gurgltal.
Leutaschdalen og Seefeld-plateauet regnes også til Oberland, selv om de ikke har afløb til Inn, men til Isar. Landskabet Ausserfern i nordvest, hvor vandet løber mod Lech, regnes derimod ikke til Oberland.47°12′57″N 10°43′21″Ø / 47.2158°N 10.7225°Ø